# 神戸ストークスのホームアリーナ
この項目では、B.LEAGUE所属の神戸ストークスのホームアリーナについて述べる。

## 会場凡例
神戸市内
GA神戸 - グリーンアリーナ神戸
神戸FM - 神戸ファッションマート
神戸常盤 - 兵庫県立文化体育館
ニチイ - ニチイ学館体育館
神戸中央 - 神戸市立中央体育館
ワールド - ワールド記念ホール
Gアリ - GLION ARENA KOBE
阪神地区
尼崎総合 - 尼崎市記念公園体育館
駒ヶ谷 - 三田市立駒ヶ谷体育館
西宮中央 - 西宮市立中央体育館
兵庫県立 - 兵庫県立総合体育館
夙川学院 - 夙川学院増谷記念館
宝塚 - 宝塚市立スポーツセンター
播磨地区
ウインク - ヴィクトリーナ・ウインク体育館
日岡山 - 加古川市立日岡山体育館
赤穂総合 - 赤穂市民総合体育館
上郡総合 - 上郡町立総合体育館
加古川 - 加古川市立総合体育館
播磨総合 - 播磨町立総合体育館
但馬地区
豊岡総合 - 豊岡市立総合体育館
淡路地区
洲本文化 - 洲本市文化体育館
兵庫県外
大治町 - 大治町スポーツセンター
WA刈谷 - ウィングアリーナ刈谷
下呂 - 下呂交流会館
パナアリ - パナソニックアリーナ
守口 - 守口市民体育館

## 非特定会場時代
| シーズン | リーグ | 全体の ホームゲーム数 | その他の会場                                                                                    | ポストシーズン |
| 2011-12  | JBL2   | 15                    | GA神戸: 1 神戸FM: 3 尼崎総合: 1 ウインク: 1 豊岡総合: 1 洲本文化: 2 大治町: 1 WA刈谷: 2 下呂: 2 |                |
| 2012-13  | JBL2   | 16                    | 神戸常盤: 1 ニチイ: 4 ウインク: 2 日岡山: 2 赤穂総合: 1 上郡総合: 2 豊岡総合: 1 洲本文化: 2     |                |

## 神戸中央時代
| シーズン | リーグ | 全体の ホームゲーム数 | 神戸中央 | その他の会場                                                                                  | ポストシーズン |
| 2013-14  | NBL    | 28                    | 10       | 神戸常盤: 4 神戸FM: 2 尼崎総合: 2 駒ヶ谷: 2 加古川: 2 赤穂総合: 2 上郡総合: 2 洲本文化: 2     |                |
| 2014-15  | NBL    | 27                    | 12       | 神戸常盤: 2 尼崎総合: 2 駒ヶ谷: 2 赤穂総合: 2 上郡総合: 2 洲本文化: 1 パナアリ: 2 守口市民: 2 |                |

## 西宮中央時代
| シーズン | リーグ | 全体の ホームゲーム数 | 西宮中央 | その他の会場                                                          | ポストシーズン |
| 2015-16  | NBL    | 27                    | 11       | 兵庫県立: 1 夙川学院: 2 神戸常盤: 1 尼崎総合: 2 加古川: 2 上郡総合: 2 |                |
| 2016-17  | B2     | 30                    | 18       | 兵庫県立: 8 駒ヶ谷: 2 加古川: 2                                       | 西宮中央: 2    |
| 2017-18  | B1     | 30                    | 20       | 宝塚: 2 駒ヶ谷: 4 加古川: 2 ウインク: 2                               |                |
| 2018-19  | B2     | 30                    | 20       | 神戸常盤: 2 宝塚: 2 加古川: 2 上郡総合: 2 洲本文化: 2                 |                |
| 2019-20  | B2     | 23                    | 19       | 宝塚: 2 加古川: 2                                                     |                |
| 2020-21  | B2     | 30                    | 21       | GA神戸: 2 神戸常盤: 1 宝塚: 2 加古川: 2 ウインク: 2                   | 西宮中央: 2    |
| 2021-22  | B2     | 28                    | 18       | 神戸中央: 2 GA神戸: 2 加古川: 2 ウインク: 2 播磨総合: 2               |                |
| 2022-23  | B2     | 30                    | 24       | GA神戸: 2 宝塚: 2 加古川: 2                                           |                |

## ワールド時代
| シーズン | リーグ | 全体の ホームゲーム数 | ワールド | その他の会場                                  | ポストシーズン |
| 2023-24  | B2     | 30                    | 18       | 西宮中央: 4 ウインク: 4 加古川: 2 洲本文化: 2 |                |

## Gアリ時代
| シーズン | リーグ | 全体の ホームゲーム数 | Gアリ | その他の会場                                   | ポストシーズン |
| 2024-25  | B2     | 30                    | 4     | 神戸中央: 13 西宮中央: 7 ウインク: 4 加古川: 2 |                |
| 2025-26  | B2     | 30                    | 30    | (開催なし)                                     |                |